# Доместикация и форенизация в переводе
Доместикация и форенизация (иначе одомашнивание и отчуждение, англ. domestication and foreignization) — это переводческие стратегии, определяемые на основании того, в какой степени переводчик стремится приблизить текст к нормам принимающей культуры. Если перевод обнаруживает стремление максимально адаптироваться к нормам принимающей культуры, а переводчик стремится сделать восприятие текста удобным и легким для адресата и может идти ради этого на сглаживание и даже устранение языковых или содержательных особенностей оригинала, можно говорить о доместицирующем переводе. Установка на сохранение и бережное воспроизведение особенностей оригинала, всей полноты содержащейся в нем информации, пусть даже ценой легкости читательского восприятия и нарушения конвенций принимающей культуры, соответствует форенизирующей стратегии. Оппозиция доместикации и форенизации в переводе основывается на идеях Фридриха Шлейермахера, но в современном виде была сформулирована во второй половине 1990-х годов американским теоретиком перевода Лоуренсом Венути.

## История идеи

### Фридрих Шлейермахер
В лекции «О разных методах перевода» (нем. Über die verschiedenen Methoden des Übersetzens), прочитанной 24 июня 1813 года на заседании Королевской академии наук в Берлине, Шлейермахер противопоставляет два типа перевода. Первый предполагает, что переводчик стремится максимально точно воспроизводить оригинальный текст средствами другого языка, не прибегая к упрощению, адаптации и иным формам облегчения читательской задачи в ущерб авторскому замыслу («переводчик оставляет в покое писателя и заставляет читателя двигаться к нему навстречу»). Согласно второму типу, переводчик «оставляет в покое читателя, и тогда идти навстречу приходится писателю», то есть перевод с этой точки зрения представляет собой удобную для читателя версию текста, в которой сложные элементы, связанные с языком, на котором создан оригинал, или авторской манерой, затушёвываются и нейтрализуются. Шлейермахер подчёркивал, что эти «пути совершенно различны, следовать можно только одним из них, всячески избегая их смешения, в противном случае результат может оказаться плачевным: писатель и читатель могут вообще не встретиться».

### Лоуренс Венути
В книге «Скандалы перевода: по направлению к этике различия» (англ. The Scandals of Translation: Towards an Ethics of Difference, 1998) Л. Венути в постмодернистском ключе рассматривает вопрос, в какой степени перевод является инструментом ассимиляции и растворения текста в принимающем языке и культуре, а в какой степени сообщает об инаковости, чуждости текста. Согласно Венути, каждый переводчик должен рассматривать перевод как процесс, чреватый сильным искажением и преломлением норм исходного языка и культуры под мощным влиянием конвенций принимающей культуры. Задача переводчика — противостоять этому влиянию и стараться сохранить и передавать нормы культуры, воплощённые в оригинальном тексте, бережно сохранять их в переводе и намеренно обозначать большую или меньшую дистанцированность (foreignness) перевода от культуры получателя перевода.
С точки зрения Венути, в традиции перевода на английский язык доминирует безудержная доместикация, стремление с помощью гладкописи свести на нет все культурные особенности иноязычных текстов, тенденция к максимальной ассимиляции чужих литературных традиций. Венути критикует этот подход к переводу и противопоставляет ему необходимость форенизировать текст с тем, чтобы перевод сообщал адресату о существовании иных культурных норм и оказывал влияние на англо-американскую культуру, прививая ей представление об ином, как бы «отправляя читателя за границу». Он рекомендует переводчикам сопротивляться нормам принимающей культуры и принимающего языка и разными способами давать адресату понять, что он имеет дело с переводным текстом, созданным в рамках другой культуры.